# Devoir prima facie
Pour les articles homonymes, voir Prima facie.
Dans la philosophie morale de William David Ross, plutôt que des obligations morales absolues, il existe des devoirs prima facie. Ces devoirs moraux sont évidents en soi, par exemple, il est évident de prime abord qu'on doit tenir ses promesses. Ross fait partie du groupe des philosophes intuitionnistes britanniques et pour lui, il est possible d'envisager la morale et la justice du point de vue de l'intuition. Certaines choses peuvent être moralement correctes prima facie, tandis que d'autres choses peuvent être moralement incorrectes prima facie. 